# Polski Żołnierz Prawosławny
Polski Żołnierz Prawosławny. Kwartalnik Prawosławnego Ordynariatu Wojska Polskiego – ogólnopolski prawosławny kwartalnik będący organem Prawosławnego Ordynariatu Wojska Polskiego. Ukazuje się od 1994 roku w Warszawie. Pierwszym redaktorem naczelnym był ks. Marian Bendza. Pismo nawiązuje nazwą do periodyku "Polski Żołnierz Prawosławny" ukazującego się w latach 1946-1947 dla polskich żołnierzy prawosławnych we Włoszech. 